# F-1 Spirit: The Road To Formula 1
F-1 Spirit: The Road To Formula 1 (Japanse titel: "F-1 Spirit: The Way to Formula-1") is een computerspel dat werd ontwikkeld door de Japanse computerspellenfabrikant Konami voor de MSX-computer. Het spel is verwant aan Road Fighter. Het autoracespel werd in 1987 in zowel Japan als Europa uitgegeven en is in bezit van een Konami SCC voor het geluid.

## Het spel
De moeilijkheidsgraad, aantal rondes en track kunnen ingesteld worden. Het spel kent kant en klare en eigen samengestelde auto's. Naast F1 kan men ook stock car, rally, endurance race, F3 en F3000 spelen. Het spel kan ook met twee spelers tegen elkaar gespeeld worden. Tijdens het spel kan men tegen andere auto's, boarding en obstakels botsen, waardoor er schade aan de auto ontstaat. Elke circuit heeft een pitstraat waar de auto getanked en gerepareerd kan worden. De topsnelheid wordt minder zodra de motor schade heeft opgelopen. De auto gebruikt alleen brandstof bij het gassen.